# John Petersson
John Lennart Petersson, född 20 juni 1923 i Kalmar församling i Kalmar län, död 10 april 1998 i Kalmar Sankt Johannes församling i Kalmar län, var en svensk militär.

## Biografi
Petersson avlade officersexamen vid Krigsskolan 1945 och utnämndes samma år till fänrik vid Kronobergs regemente, där han befordrades till löjtnant 1947 och kapten 1958. Han var sektionschef i VII. militärområdet 1961–1962 och kompanichef vid Värmlands regemente 1962–1964. År 1964 befordrades han till major och tjänstgjorde vid Försvarsstaben 1964–1970, befordrad till överstelöjtnant 1966 och som avdelningschef från 1967. Han var bataljonschef vid Bohusläns regemente 1970–1972. År 1972 befordrades han till överste och tjänstgjorde 1972–1977 vid Värmlands regemente, från 1973 som ställföreträdande regementschef tillika ställföreträdande befälhavare för Värmlands försvarsområde. År 1977 befordrades han till överste av första graden och var 1977–1983 chef för Livregementets grenadjärer och befälhavare för Örebro försvarsområde. Petersson är begraven på Norra kyrkogården i Kalmar.